# Walter Tennyson Swingle
Pour les articles homonymes, voir Swingle.
Walter Tennyson Swingle est un botaniste et agronome américain, né le 8 janvier 1871 à Canaan en Pennsylvanie et mort le 19 janvier 1952.

## Biographie
Il est le fils de John Fletcher Swingle et de Mary née Astley. En 1888, il devient botaniste assistant à la station expérimentale agricole du Kansas. Il obtient son Bachelor of Sciences à l’école d’agriculture d’État du Kansas en 1890 et son Master of Sciences en 1896. En 1891, il entre au bureau des plantes industrielles du ministère américain de l’agriculture, service où il va travailler jusqu’en 1941. De 1895 à 1896, il complète ses études à l’université de Bonn puis, en 1898 à celle de Leipzig.
Il se marie avec Lucie Romstaedt le 8 juin 1901. Celle-ci décède en 1910. Il se remarie le 2 octobre 1915 avec Maude Kellerman. Il obtient un Doctorat of Sciences en 1922. À partir de 1941, il travaille comme conseiller en botanique tropicale à l’Université de Miami.
Swingle organise des collections de coupes histologiques des végétaux d’importance économique. Il se rend en France, en Algérie, en Italie, au Maroc, en Espagne, en Grèce, dans les Balkans, en Asie mineure, en Chine, au Japon, dans les Philippines et au Mexique. Il introduit la culture de nombreux fruits aux États-Unis notamment la datte.
Il reçoit la médaille Meyer en 1948 et la médaille Barbour en 1950. Il est notamment l’auteur de : The Botany of Citrus and Its Wild Relatives (1943), Our Agricultural Debt to China (1945), etc.